# Eihandgranate 39
A Eihandgranate 39 (rövidítve EHgr 39) német gyártmányú tojásgránát volt, melyet 1939-es bevezetése után a második világháború végéig gyártottak és használtak.

## Leírás

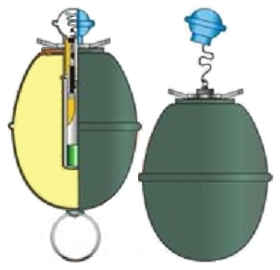
Eihandgranate 39 metszeti ábrája

Két félből álló összeperemezett bádoglemez gránáttest, becsavarható időzítő gyújtóval. A kétféle késleltetésű gyújtót az eltérő festés alapján lehet megkülönböztetni, szarvszerű nyúlványai a becsavarást könnyítik. Ez utóbbiak hiányozhatnak, vagy lehetnek más kialakításúak is. A későbbi sorozatok aljára hordkarikát erősítettek. Az amúgy csekély repeszhatású kézigránáthoz egy két félből összeállítható hatásnövelő burkolatot is kifejlesztettek; ennek felszereléséhez a gyújtót először ki kellett csavarni.
Készültek hasonló kézigránátok a Nipolit nevű robbanóanyag felhasználásával is. Ez egy változatos összetételű (nitro-cellulóz, nitropenta vagy diglikol-dinitrát alapú) keverék, amely kellően szilárd ahhoz, hogy ne kelljen hozzá külső lemezburkolatot használni. Egy másik típus bordázott üvegteste donarittal volt töltve. A legérdekesebb azonban a beton kézigránát, amelynek vasszilánkokkal kevert betonteste robbanótöltetként egy belső Nipolit-hengert tartalmazott.

### Jelzése
A gránáttestbe és a gyújtó gombjába azok gyártójára és gyártási évére utaló betűkódot és számokat, valamint átvevőjegyet ütnek.

### Festése
A gránát német tábori szürke vagy az újabb előírás szerint sötétsárga. A gyújtók gombja kékre vagy sárgára van festve, az eltérő színezés a késleltetés mértékét jelzi. A gránáttest oldalára a gyártó kódja valamint a gyártás hónapját jelző római szám és az évének két utolsó számjegye van bélyegezve.

### Szállítása
30 darab kézigránát egy, a Stielhandgranate 24 nyeles kézigránátéhoz hasonló, tábori szürkére vagy sötét sárgára festett, oldalán fehér „30 Ei-Handgranaten 39” felirattal ellátott aktatáska formájú bádograkaszban. Ahogyan a nyelesgránát esetében, belül itt is egy kivehető szállítókeretet találunk, amelyben a gránátok 6×5-ös elrendezésben vannak elhelyezve, és a keretből csak annak szétnyitása után vehetők ki. A keret felső, hordfogantyúval ellátott részén három tárolórekesz van kialakítva, a „30 Spreng-Kapseln Nr.8” feliratú középsőben két, egyenként 15 darab gyutacsot tartalmazó, a „15 Brennzünder für Eihdgr. 39” feliratú szélsőkben egy-egy 15 darab gyújtót tartalmazó doboz van. A szállítórakasz belsejébe a tartalomra, a gyártásra és a szerelésre utaló feliratot tartalmazó papírcédulát ragasztanak. A gránátokkal teli rakasz tömege 14,5 kilogramm, mérete 48×38×13 centiméter.
Létezik ugyancsak 30 darab kézigránátot tartalmazó fából készült rakasz is. A festetlen vagy tábori szürkére festett, egyszerű fedéllel ellátott lapos faláda tetején az alapszíntől elütő fehér vagy fekete
„30 Eihandgr. 39

30 Brennzünder

für Eihandgr.39

30 Spr. Kapseln”
felirat áll. Egyes rakaszokban a gránátok hordfogantyúval ellátott és egy egységben kivehető, másokban fixen beszerelt fabetétben vannak elhelyezve, 6×5-ös elrendezésben. A gyújtókat és gyutacsokat tartalmazó bádogdobozokat a láda fogantyúval ellátott oldala mentén kialakított rekeszbe málházzák. Belülre a tartalomra, a gyártásra és a szerelésre utaló feliratot tartalmazó papírcédulát ragasztanak. A gránátokkal teli rakasz tömege 13 kilogramm, mérete 45×42,5×15 centiméter.

## Működése
A szállító rakaszból kivett gránátokat használat előtt élesíteni kell, vagyis a külön csomagolt gyutacsot be kell szerelni a gyújtóba, a gyújtót pedig be kell csavarni a gránáttestbe.
Dobás előtt le kell csavarni a gyújtó gombját, ki kell rántani a dörzsgyújtó húzózsinórját, majd eldobni a kézigránátot. A keletkező szikra begyújtja a késleltető lőport, az pedig végigégése után a gyutacsot, ami felrobbantja a gránátot.
Támadásra számítva lehetőség van arra is, hogy a kézigránátok gyújtójának gombját előre lecsavarják, amivel értékes időt lehet megtakarítani. Ez azonban egyben veszélyforrás is, mivel a dörzsgyújtó szabaddá váló húzózsinórja könnyen beleakadhat valamibe, ami robbanáshoz vezethet.
Ha az élesített gránátot előreláthatóan hosszabb ideig nem használták, akkor kivették belőle a gyutacsokat, majd elcsomagolták.
A két egyforma félből álló hatásnövelő burok felszerelése előtt el kell távolítani a gyújtót, majd a burkolatfelek alján lévő rögzítőlemezeket rá kell pattintani a gránát közepén végigfutó peremre és egymásba kell csavarni.